# Адамув (Скерневицький повіт)
Адамув (пол. Adamów) — село в Польщі, у гміні Новий Кавенчин Скерневицького повіту Лодзинського воєводства.
Населення — 93 особи (2011).
У 1975—1998 роках село належало до Скерневицького воєводства.

## Демографія
Демографічна структура станом на 31 березня 2011 року:
|          | Загалом | Допрацездатний вік | Працездатний вік | Постпрацездатний вік |
| -------- | ------- | ------------------ | ---------------- | -------------------- |
| Чоловіки | 45      | 8                  | 30               | 7                    |
| Жінки    | 48      | 9                  | 23               | 16                   |
| Разом    | 93      | 17                 | 53               | 23                   |